# 工党 (爱尔兰)
工党是爱尔兰的一个社会民主主义政党。

## 发展历史
1912年，詹姆斯·康诺利、詹姆斯·拉金和William X. O'Brien于蒂珀雷里郡的克郎莫尔创建，当时是作为爱尔兰工会大会的一个政治代表。 
在2011年的议会下院大选中，该党赢得了166席中的37席名列第二位，比2007年的20席多出17席。该党六次与爱尔兰统一党联合执政，一次与爱尔兰共和党联合执政，是执政时间仅次于共和党的政党。
工黨一直是愛爾蘭共和國的第三大政黨，在大部分時間與爱尔兰统一党聯合執政，但近年支持度下滑。

## 组织
- 工党青年/Labour Youth
- 工党妇女/Labour Women
- 工党工会会员/Labour Trade Unionists
- 工党议员/Labour Councillors
- 工党平等/Labour Equality (包括工黨 LGBT組織)

## 历任党魁
- 托马斯·约翰逊 (1922–1927)

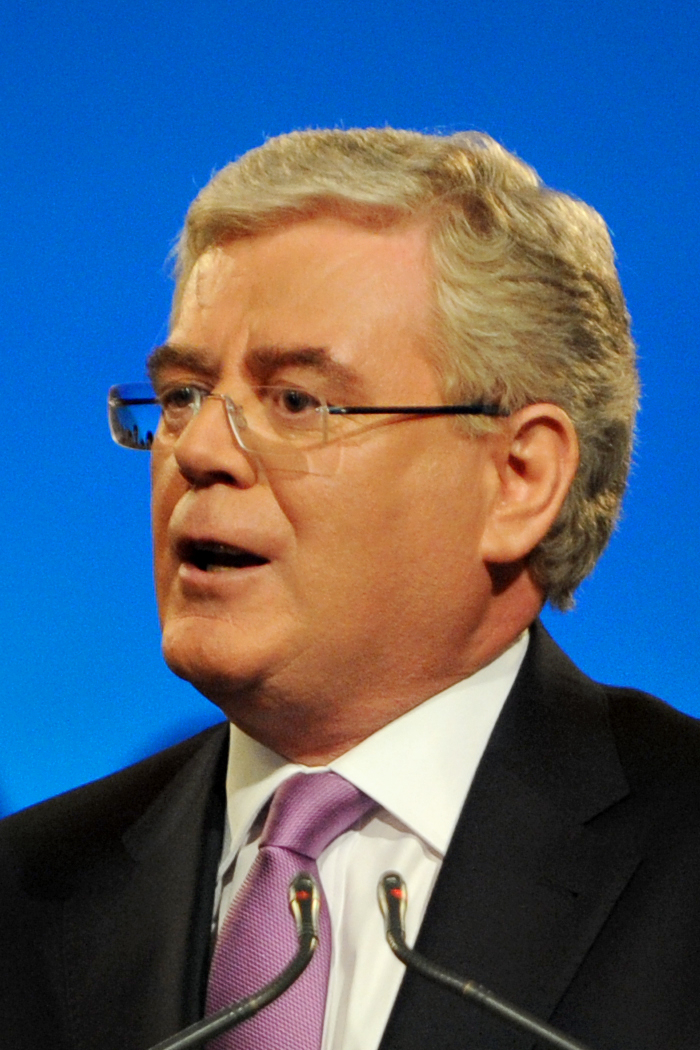
前党魁埃蒙·吉尔摩于2010年，他是前任副總理。2014年歐洲議會選舉大敗後辭職。

- 托马斯·J·奥康奈尔 (1927–1932)
- 威廉·诺顿 (1932–1960)
- 布伦丹·科里什 (1960–1977)
- 弗兰克·克拉斯基 (1977–1981)
- 迈克尔·奥利里 (1981–1982)
- 迪克·斯普林 (1982–1997)
- 鲁伊里·奎因 (1997–2002)
- 帕特·拉比特 (2002–2007)
- 埃蒙·吉尔摩 (2007–2014)
- 琼·伯顿 (2014–2016)
- 布伦丹·豪林 (2016–)

### 副党魁
- 詹姆斯·塔利 (1981-1982)
- 巴里·德斯蒙德 (1982–1989)
- 鲁伊里·奎因 (1989–1997)
- 布伦丹·豪林 (1997–2002)
- 利兹·麦克马纳斯 (2002–2007)
- 琼·伯顿 (2007–2014)
- 艾伦·凯利 (2014－2016)